# LaLa DX
『LaLa DX』（ララ デラックス）は、白泉社が発行する隔月刊少女漫画雑誌。偶数月発行の前月5日発売。B5判。『LaLa』本誌と同じLaLa編集部が制作している。

## 概要
『LaLa DX』は、白泉社発行の『LaLa』の姉妹誌として1983年7月9日に創刊された（創刊号は「1983年8月10日号」）。
1983年に単発で刊行され、1985年に季刊としての刊行を開始。創刊初期の誌名は『ララDELUXE'○○』（○○には年号の下2桁が入る）。1998年に季刊から隔月刊となる。
2021年10月5日発売の11月号よりリニューアルされる。偶数月発行の前月10日発売であったが、購入しやすいよう花とゆめコミックスの発売日に合わせ、偶数月5日発売に変更。判型もA5判から『LaLa』と同様のB5判に変更となった。

## 特徴
「ドラマチックな作品」がラインナップされ、掲載されている。

## 現在の連載作品
2025年9月号現在。
- 愛され皇妃のゆううつ（清音圭）：2024年9月号[9] -
- 文目さん家の下宿人（呉由姫）：2025年7月号[10] -
- 偽りのフレイヤ（石原ケイコ）
- ヴァンパイア騎士 memories（樋野まつり）：2016年7月号[11] - 2025年9月号[12]
- 3月の霹靂（池ジュン子）：2024年7月号[13] -
- 土かぶりのエレナ姫（晴海ひつじ）
- 転職先は異世界でした（陸いち）
- 猫にワガママ（藤原ヒロ）：2025年3月号[14] -
- 年年百暗殺恋歌（草川為）
- 花はことりを好きすぎる（田中メカ）：2025年1月号[15] -
- マッド博士の無意味な実験（河口けい）：2022年7月号 -

## 過去の掲載作品

### あ行
- 相方不在（かな）
- アイドリッシュセブン TRIGGER -before The Radiant Glory-（種村有菜、小説原作：都志見文太、原作：バンダイナムコオンライン）
- アイドリッシュセブン MEZZO” －紫青の霹靂－（種村有菜、小説原作：都志見文太、原作：バンダイナムコオンライン）
- 赤髪の白雪姫（あきづき空太）→ LaLa本誌へ移動
- 青色図書館（林みかせ）
- アクセス（慎本真、原作：誉田哲也）
- アクマニア（吉倉ウリ）
- 朝まで待てません!（田中メカ）： - 2024年3月号[16]
- アパート・イン・フェルノ（森部うお）
- いばらの花嫁（豊田悠）
- with!!（斎藤けん）
- うちのポチの言うことには（橘裕）
- 狼とリボルバー（鈴木ゆう）：2023年7月号 - 2024年11月号[17]
- オコジョ番長（宇野亜由美）
- オート・フォーカス（六本木綾）
- 温泉で会いましょう（唐沢千晶）

### か行
- 怪物ビスケット（野崎アユ）
- 火宵の月（平井摩利）
- 家族ごっこ。（唐沢千晶）
- かたつむり前線（藤川佳世)
- かな、かも。（橘裕）
- 彼女になる日another（小椋アカネ）
- 騎士令嬢はプロポーズを断れない（宝生奈々）：2022年9月号 - 2023年3月号
- 金魚奏（ふじつか雪）
- 金色のコルダ4（呉由姫）
  - 金色のコルダ 大学生編（呉由姫）：2018年1月号 - 2022年11月号、2023年3月号 - 2023年11月号
- クラシカルバリエ（木々）
- CLUSTER EDGE（小松田わん）
- けだものにロリポップ（仲野えみこ）
- 幻影奇譚（いなだ詩穂）
- 幻想香人（唐沢千晶）
- 恋だの愛だの（辻田りり子）
- ごきらくヘブン（江咲桃恵）
- 極彩ハイスクール（羽山エム）
- こっぱみじんの恋（米沢りか）
- コントラクト・キラー（柳原望）
- 紺碧のレコンキスタ（恩多志弦）：2022年11月号 - 2023年9月号

### さ行
- サクラの秘事（萩尾彬）
- 砂漠のハレム（夢木みつる）→ 『LaLa』本誌へ移動
- しにがみのバラッド。（和泉明日香、原作：ハセガワケイスケ）
- 十二秘色のパレット（草川為）
- シュガー☆ファミリー（萩尾彬）
- 少年ドールズ（響ワタル）
- 知らない国の物語（川瀬夏菜）
- 聖・はいぱあ警備隊（森生まさみ）
- 世界で一番悪い魔女（草川為）
- 絶対平和大作戦（小椋アカネ）

### た行
- ダブル・ストロベリー・ビター・ケイクス（暁）
- 地球管理人（杜真琴）
- 地球行進曲（林みかせ）
- 月島くんの殺し方（藤原ヒロ）： - 2022年11月号
- てっぺん!（槻宮杏）
- 天啓の皇帝 呪術師の娘（恩田師弦）
- 天堂家物語（斎藤けん）→ 『LaLa』本誌へ移動
- 天然素材でいこう。（麻生みこと）
- とうがらし一味（江咲桃恵）
- トカゲ王子（和泉明日香）
- 毒と花道（原作・ネーム：猶本三羽、作画：たしろみや）
- 飛べない魔女（川瀬夏菜）
- トラブル・ドッグ（六本木綾）
- とりかえ風花伝（柳原望）
- ドラゴンの王冠（八島時）

### な行
- 夏目友人帳（緑川ゆき）→『LaLa』本誌へ移動
- 7時間目ラプソディー（田中メカ）

### は行
- パジャマでごろん（ささだあすか）
- 花にアラシ（高木しげよし）
- 花の名前（斎藤けん）
- 花嫁と祓魔の騎士（石原ケイコ）
- Honey（橘裕）
- ハヤブサ（六本木綾）
- 遙かなる時空の中で（水野十子）
- 春の夢を走る君へ（林シホ）：2025年1月号[15] - 2025年7月号[18] ※集中連載[18]
- 緋色の椅子（緑川ゆき）
- 緋色の枷のラーレ（みどり子）：2023年5月号 - 2024年5月号[19]
- B.B.Joker Selection（にざかな）
- 百獣キングダム（高木しげよし）
- ビリギャル 〜学年ビリからの慶應大学合格記〜（ナッツ、原作：坪田信貴）
- フィルムガール（高木しげよし）
- 筆先のエトワール（鴨まどり）：2023年5月号 - 2024年5月号[19]
- プレゼントは真珠（斎藤けん）
- BEAR BEAR（池ジュン子）
- 平安あかしあやかし陰陽師（原作：遠藤遼、作画：こはく）： - 2022年1月号
- BELL（麻生みこと）
- 星よみの予言者（川瀬夏菜）

### ま行
- 魔術使いシド&リドシリーズ（木々）
- マドモワゼル バタフライ（小椋アカネ）
- まるいち的風景（柳原望）
- 目隠しの国（筑波さくら）
- 三日月パン（ささだあすか）
- 帝の至宝（仲野えみこ）
- 帝の至宝 特別編（仲野えみこ）
- もしかしてヴァンプ（橘裕）
- 桃山キョーダイ（ふじつか雪）

### や行
- 八潮と三雲（草川為）
- ヤンキー君は乙女脳（陸いち）
- ヤンキーとヤンデレの彼らには友だちがいない（芳川由実）
- 4ジゲン（にざかな）
- よろしく・マスター（筑波さくら）

### ら行
- 楽園ルウト（槻宮杏）
- ラピスラズリの王冠（川瀬夏菜）
- 琉球のユウナ（響ワタル）： - 2022年7月号

## アニメ化

### 劇場版アニメ
| 作品       | 公開年 | 原作     | アニメーション制作 | 備考                   |
| ---------- | ------ | -------- | ------------------ | ---------------------- |
| 蛍火の杜へ | 2011年 | 緑川ゆき | ブレインズ・ベース | 読み切り作品のアニメ化 |

## 発行部数
- 2003年09月01日 - 2004年08月31日：71,833部[21][22]
- 2004年09月01日 - 2004年08月31日：69,500部[21][23]
- 2005年09月01日 - 2006年08月31日：68,667部[21][24]
- 2006年09月01日 - 2007年08月31日：74,000部[21][25]
- 2007年10月01日 - 2008年09月30日：77,667部[21][26]
- 2008年10月01日 - 2009年09月30日：75,000部[21][27]
- 2009年10月01日 - 2010年09月30日：74,034部[21][28]
- 2010年10月01日 - 2011年09月30日：71,317部[21][29]
- 2011年10月01日 - 2012年09月30日：67,050部[21]
- 2012年10月01日 - 2013年09月30日：60,000部[21][30]
- 2013年10月01日 - 2014年09月30日：55,400部[21][31]
- 2014年10月01日 - 2015年09月30日：49,700部[21][32]
- 2015年10月01日 - 2016年09月30日：51,167部[21][33]
- 2016年10月01日 - 2017年09月30日：47,967部[21][34]
- 2017年10月01日 - 2018年09月30日：43,333部[21][35]
- 2018年10月01日 - 2019年09月30日：38,667部[21][36]
- 2019年10月01日 - 2020年09月30日：32,000部[21]
- 2020年10月01日 - 2021年09月30日：25,417部[21]
- 2021年10月01日 - 2022年09月30日：19,167部[21]
- 2022年10月01日 - 2023年09月30日：10,417部[21]
- 2023年10月01日 - 2024年09月30日：8,167部[21]